# Jacques Zimako
Jacques Zimako (Lifou, Új-Kaledónia, 1951. december 28. – 2021. december 8.) válogatott francia labdarúgó, csatár.

## Pályafutása

### Klubcsapatban
1972 és 1977 között a Bastia, 1977 és 1981 között a Saint-Étienne, 1981 és 1983 között a Sochaux labdarúgója volt. 1983-ban visszatért a Bastia csapatához, ahol 1985-ben fejezte be az aktív labdarúgást. A Saint-Étienne együttesével egy francia bajnoki címet szerzett. Összesen 384 élvonalbeli mérkőzésen 90 gólt szerzett.

### A válogatottban
1977 és 1981 között 13 alkalommal szerepelt a francia válogatottban és két gólt szerzett.

## Sikerei, díjai
Saint-Étienne
- Francia bajnokság (Lugie 1)
  - bajnok: 1980–81